# Livarius Oliger
Livarius Oliger OFM (* 17. Februar 1875 in Schorbach, Reichsland Elsaß-Lothringen als Nicholas Oliger; † 29. Januar 1951 in Rom) war ein deutscher Franziskaner, Herausgeber und Historiker seines Ordens.

## Leben
Nach dem Abschluss der Volksschule mit 14 Jahren besuchte Nicholas Oliger zwei Jahre lang Ordensschulen  („Seraphisches Kolleg“) in England, zunächst ein Jahr lang in Saltash in Cornwall, dann ein Jahr in Clevedon in Somerset; wegen der repressiven Haltung der französischen Regierung gegenüber den Männerorden ab 1880 hatten die französischen Franziskaner ihre Schulen für die Nachwuchsförderung ins Ausland verlagern müssen. 1891 besuchte Oliger das Kolleg der Franziskaner in Metz, dessen Gründung mit Hilfe von Franziskanern der aquitanischen Ordensprovinz St. Louis gelungen war. Bei seiner Einkleidung am 25. September 1892 im Noviziat der Sächsischen Franziskanerprovinz (Saxonia) in Harreveld erhielt er den Ordensnamen Livarius. Ein Jahr darauf legte er die einfachen Gelübde ab und begann das Grundstudium in Dorsten, unter anderem bei Beda Kleinschmidt. Seine philosophischen und theologischen Studien setzte er dann von 1894 bis 1901 in Metz fort, nachdem dort die Voraussetzungen für Franziskaner aus Lothringen gegeben waren und nicht mehr auf die Hilfe der Saxonia zurückgegriffen werden musste. In Metz wurde er am 22. September zum Priester geweiht.
Von 1901 bis 1903 wirkte Oliger als Bibliothekar in Fulda, wo er mit eigener wissenschaftlicher Forschung begann. 1903 wurde er nach Assisi versetzt, wo er unter anderem an der Basilika Santa Maria degli Angeli französische Pilger zu betreuen hatte, die den Portiunculaschrein besuchten.
1905 schrieb Oliger sich am Antoniuskolleg in Rom für das Fach Kirchengeschichte ein und erlangte den päpstlichen Grad eines Lector generalis historiae ecclesiasticae. Außerdem belegte er Paläographie und Diplomatik im Vatikan und an der Universität in Rom. 1908 wurde ihm der päpstliche Grad eines Paleographus ac a Tabulariis verliehen.
Von 1911 bis 1915 und wieder von 1918 bis 1923 war Oliger Mitglied der Historischen Sektion am Internationalen Kolleg St. Bonaventura in Quaracchi bei Florenz. Die Zwischenzeit des Ersten Weltkriegs verbrachte er in München, wo er sich intensiven Bibliotheksstudien widmen konnte, deren Ergebnisse er in den Franziskanischen Studien veröffentlichte.
Als das Antoniuskolleg 1933 zum päpstlichen Athenäum erhoben wurde, erhielt Oliger dort eine Professur für franziskanische Ordens- und Missionsgeschichte und war von 1933 bis 1937 Vizerektor des Instituts. 1941 wurde er Professor für Methodik in der rechtswissenschaftlichen Fakultät und für Hagiographie an der päpstlichen Lateranuniversität, wo er auch summa cum laude zum Doktor des kanonischen Rechts promoviert wurde.
Oliger stand in persönlichem Kontakt mit Paul Sabatier, Gustav Schnürer, Heinrich Böhmer, Hermann Grauert, Heinrich Denifle, Andrew George Little und Johannes Jørgensen.

## Werke
Insgesamt veröffentlichte Oliger über 170 historische Einzeldarstellungen, 260 Besprechungen und Miszellen (documentary notes) sowie 170 Lexikonartikel in englischer, französischer, deutscher und Italienischer Sprache, darunter Editionen lateinischer, spanischer und katalanischer Texte. Seine Enzyklopädiebeiträge erschienen in der Catholic Encyclopedia, im Dictionnaire d’histoire et de géographie ecclésiastiques, im Kirchlichen Handlexikon, in der Enciclopedia Italiana und im Lexikon für Theologie und Kirche sowie im Dictionnaire de Théologie Catholique.

### Monographien (Auswahl)
- De secta spiritus libertatis in Umbria saec. XIV disquisitio et documenta (Storia e letteratura 3), Rom 1943.

### Editionen (Auswahl)
- Speculum inclusorum auctore anonymo Anglico saeculi 14, Vatikanstadt 1938.
- Bernardino de Sahagún: Breve compendio de los ritos idolatricos de Nueva España, Rom 1942.
- Expositio quatuor magistrorum super regulam Fratrum Minorum (1241–1242), Rom 1950. (Digitalisat).

## Herausgeberschaften
Oliger war Mitbegründer der Zeitschrift Archivum Franciscanum Historicum. Außerdem initiierte er die Zeitschrift Antonianum. 